# Place des femmes dans le sikhisme

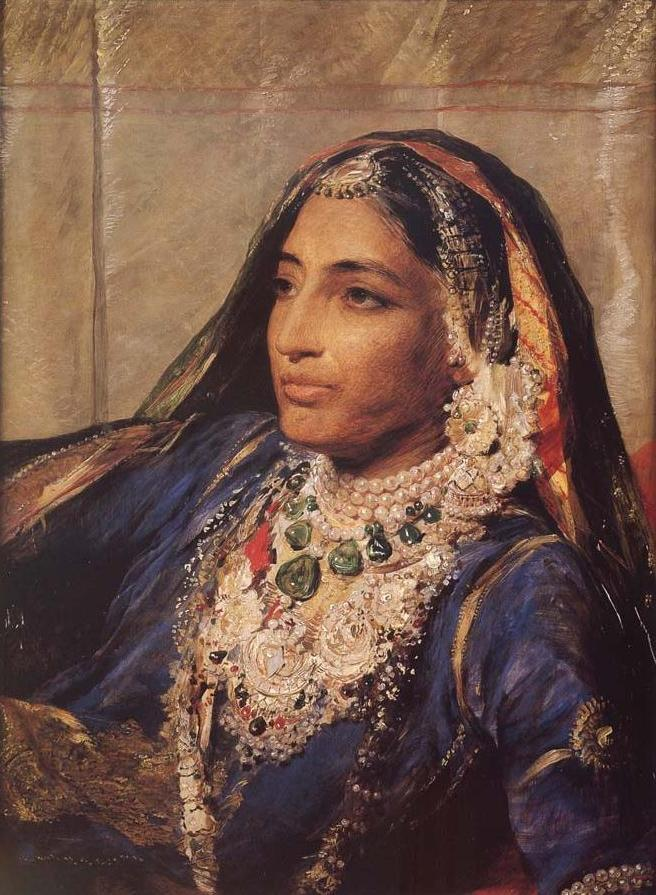
Rani Jind Kaur, femme de Ranjît Singh, maharaja du Punjab.

La place des femmes dans le sikhisme telle que décrite dans les textes sacrés sikh (en) en est une de parité avec celle des hommes. Le fondateur du sikhisme, « Guru Nanak a proclamé l'égalité des hommes et des femmes, et lui-même et les gourous qui lui ont succédé ont permis aux femmes de participer pleinement à toutes les activités de culte et de la pratique sikh. »   Il aurait aussi déclaré en 1499 que c'est « la femme qui fait se perpétuer la race » et que nous ne devrions pas « considérer la femme maudite et condamnée, [quand] de la femme sont nés leaders et les dirigeants. » ,
Selon le sikhisme un homme ne peut pas se sentir en sécurité et complet au cours de sa vie sans une femme, et le succès d'un homme est lié à l'amour et au soutien de la femme avec qui il partage sa vie, et vice-versa.

## Histoire
La condition de la femme indienne continue de se détériorer au cours de la période médiévale de l'histoire de l'Inde, 
avec la banalisation dans certaines communités des coutumes du suicide rituel, du mariage forcé et l'interdiction pour les veuves de se remarier. Les mouvements Bhakti (hi) tentèrent de rendre à la femme sa position traditionnelle et mirent en cause certaines formes de sujétion.
Peu de temps après l’extinction du mouvement Bhakti, le gourou sikh Nanak, reprit le flambeau de la cause des femmes : il était favorable à ce que les femmes puissent diriger les cérémonies religieuses ; chanter et faire chanter certains hymnes aux fidèles comme le Kirtan ou le Bhajan ; à ce qu'elles prennent part aux associations religieuses ; à ce qu'elles commandent une armée en temps de guerre ; à ce qu'elles bénéficient des mêmes sacrements de baptême (Amrit) et de mariage. D'autres Gurus du sikhisme ont milité contre la discrimination envers les femmes.

## Femmes sikhes reconnues

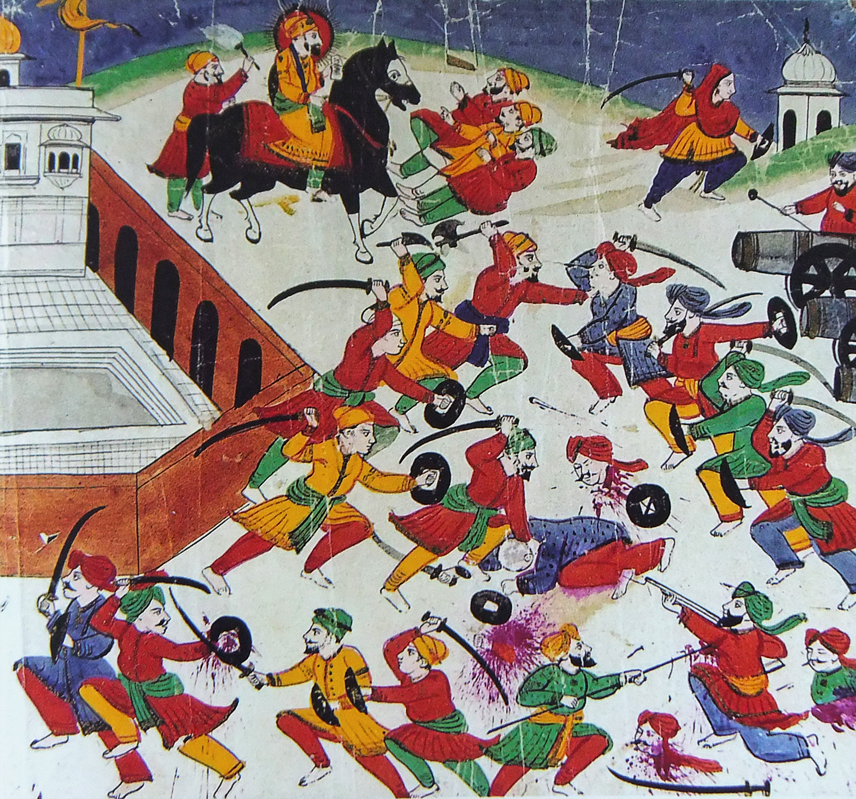
Mai Bhago (en haut à droite) à la bataille de Muktsar, décembre 1705.

La première femme à être reconnue dans le sikhisme est Mata Tripta Ji, la mère du fondateur, Guru Nanak. On dit qu'elle a médité lorsqu'elle était enceinte de lui, puis l'a élevé avec amour en le protégeant des colères de son père Mehta Kalu.
Une autre femme célèbre est  Bebe Nanaki Ji, la sœur plus âgée de Guru Nanak. Elle était d'une grande intelligence ainsi qu'éveillée spirituellement, une femme pieuse qui a reconnu la première les qualités de son frère et l'a supporté toute sa vie en tant que Guru .